# Eric Lambert
Eric Lambert (Steenbrugge, 30 januari 1936 – 16 april 2020) was een Belgische voetballer. Hij speelde meer dan 10 seizoenen voor ARA La Gantoise, het huidige KAA Gent. Hij was tevens de broer van gewezen voetballer Raoul Lambert. Lambert was in 2011 te zien in de 'Espinosa'-rubriek van het VRT-programma Extra Time.

## Carrière
Eric Lambert debuteerde in 1956 bij eersteklasser ARA La Gantoise, nu beter bekend als KAA Gent. Hij was een aanvaller, net als zijn acht jaar jongere broer Raoul Lambert, die later uitgroeide tot een van de bekendste spelers uit de geschiedenis van Club Brugge. Lambert verdedigde meer dan tien seizoenen de kleuren van Gent. Hij speelde bij de Buffalo's samen met onder meer Richard Orlans, Roland Storme, Marcel De Corte en Gilbert De Groote. In 1960 werd Lambert derde bij de uitreiking van de Gouden Schoen.
In het seizoen 1963/64 bereikte Gent de finale van de Beker van België. De club nam het op tegen KFC Diest, maar kwam al gauw 0-2 achter. Lambert zorgde er in zijn eentje voor dat Gent nog voor affluiten op gelijke hoogte kwam. Er kwamen verlengingen, waarin hij zijn hattrick compleet maakte. Gent won de Beker uiteindelijk met 4-2. Het was de eerste trofee uit de geschiedenis van de club. Lambert, Meyskens (in 1914) en Andrés Mendoza (in 2002) zijn de enige spelers die driemaal scoorden in de finale van de beker van België.
Lambert stond bekend om zijn uithoudingsvermogen en harde trap, maar had als speler ook de reputatie een enfant terrible te zijn. Hij scoorde in elf seizoenen Gent wel 121 doelpunten.
In 1967 ruilde Lambert Gent in voor het KSV Waregem van trainer Freddy Chaves. Bij de West-Vlaamse club speelden in die dagen onder meer André Van Maldeghem, Jacques Stockman, Marc en Luc Millecamps. Lambert speelde in totaal nog drie seizoenen voor Waregem. Nadien kwam hij nog een tijdje uit voor derdeklasser White Star Lauwe en enkele clubs uit de lagere divisies. Tot zijn 48ste bleef hij voetballen.

## Palmares
- Beker van België: 1964

## Espinosa
In 2011 kwam Eric Lambert opnieuw in de belangstelling. Het VRT-programma Extra Time ging tijdens het voetbalseizoen 2010/11 in de wekelijkse rubriek Espinosa op zoek naar de voetballer die het snelst vijf ballen tegen de lat van een doel kon trappen. Kortrijk-doelman Glenn Verbauwhede won deze ludieke competitie. Nadien konden ook niet-voetballers deelnemen door op de website van Sporza een video van zichzelf te uploaden. 
De inmiddels 75-jarige Lambert trapte vijf ballen in 18,4 seconden tegen de lat en deed zo beter dan het record van Verbauwhede, die hem vervolgens uitdaagde voor een rechtstreeks duel. Er waren echter wel twijfels over de authenticiteit van de opname van Lambert. Deze werden van tafel geveegd toen de 75-jarige in de studio live kwam bewijzen dat hij wel degelijk de traptechniek beheerst. In een wedstrijd waarin Lambert en Verbauwhede elk 5 ballen naar de lat trapten, versloeg hij Verbauwhede met 2-1.